# Zhong Tianshi
Zhong Tianshi (钟天使S, Zhōng TiānshǐP; Shanghai, 2 febbraio 1991) è una pistard cinese, vincitrice della medaglia d'oro nella velocità a squadre ai Giochi olimpici di Rio de Janeiro 2016 e di Tokyo 2020 e di due titoli mondiali, uno nella velocità a squadre e uno nella velocità.

## Palmarès
- 2013

3ª prova Coppa del mondo 2012-2013, keirin (Aguascalientes)
China Track Cup, velocità
China Track Cup, velocità a squadre (con Xu Yulei)
Giochi dell'Asia orientale, 500 metri a cronometro
- 2014

Hong Kong Track Cup, velocità
3ª prova Coppa del mondo 2013-2014, velocità a squadre (Guadalajara, con Lin Junhong)
South Australian Challenge, keirin
China Track Cup #2, keirin
Giochi asiatici, velocità a squadre (con Gong Jinjie)
2ª prova Coppa del mondo 2014-2015, velocità a squadre (Londra, con Gong Jinjie)
- 2015

Campionati del mondo, velocità a squadre (con Gong Jinjie)
1ª prova 4-Bahnen-Tournee, velocità (Singen)
2ª prova 4-Bahnen-Tournee, keirin (Oberhausen)
3ª prova 4-Bahnen-Tournee, keirin (Öschelbronn)
4ª prova 4-Bahnen-Tournee, velocità (Dudenhofen)
Cottbuser SprintCup, velocità
Grand Prix Germany, velocità
Grand Prix Germany, velocità a squadre (con Gong Jinjie)
China Track Cup #1, velocità
China Track Cup #2, keirin
1ª prova Coppa del mondo 2015-2016, velocità (Cali)
1ª prova Coppa del mondo 2015-2016, velocità a squadre (Cali, con Gong Jinjie)
2ª prova Coppa del mondo 2015-2016, velocità a squadre (Cambridge, con Gong Jinjie)
- 2016

Campionati asiatici, 500 metri a cronometro
Campionati asiatici, velocità a squadre (con Gong Jinjie)
Campionati del mondo, velocità
Giochi olimpici, velocità a squadre (con Gong Jinjie)
- 2018

Campionati asiatici, velocità a squadre (con Song Chaorui)
Japan Track Cup #1, velocità
China Track Cup #1, velocità
China Track Cup #1, keirin
China Track Cup #2, velocità
China Track Cup #2, keirin
Giochi asiatici, velocità a squadre (con Lin Junhong)
4ª prova Coppa del mondo 2018-2019, velocità a squadre (Londra, con Lin Junhong)
- 2019

Track Cycling Challenge Grenchen, keirin
Campionati asiatici, velocità a squadre (con Lin Junhong)
6ª prova Coppa del mondo 2018-2019, velocità a squadre (Hong Kong, con Lin Junhong)
China Track Cup #1, velocità
China Track Cup #2, velocità
China Track Cup #2, keirin
Grand Prix Germany, velocità a squadre (con Lin Junhong)
- 2021

Giochi olimpici, velocità a squadre (con Bao Shanju)

## Piazzamenti

### Competizioni mondiali
- Campionati del mondo

Melbourne 2012 - 500 metri a cronometro: 11ª
Melbourne 2012 - Velocità: 20ª
Cali 2014 - Velocità: 2ª
Cali 2014 - Velocità a squadre: 2ª
Saint-Quentin-en-Yvelines 2015 - Velocità: 3ª
Saint-Quentin-en-Yvelines 2015 - Keirin: 10ª
Saint-Quentin-en-Yvelines 2015 - Velocità a squadre: vincitrice
Londra 2016 - Velocità a squadre: 2ª
Londra 2016 - Velocità: vincitrice
Apeldoorn 2018 - Velocità a squadre: 4ª
Berlino 2020 - Velocità a squadre: 3ª
Berlino 2020 - Velocità: 14ª
- Giochi olimpici

Rio de Janeiro 2016 - Velocità a squadre: vincitrice
Rio de Janeiro 2016 - Velocità: 5ª
Rio de Janeiro 2016 - Keirin: 11ª
Tokyo 2020 - Velocità a squadre: vincitrice
Tokyo 2020 - Keirin: 12ª
Tokyo 2020 - Velocità: 10ª